# Список вулиць Львова (Ю)
Список усіх вулиць Львова, що починаються на літеру Ю.
У списку вулиці подані за алфавітом. Назви вулиць на честь людей відсортовані за прізвищем і подаються у форматі Прізвище Ім'я і/або Посада. Якщо вулиця названа за цілісним псевдонімом або прізвиськом, то сортування відбувається за першої літерою псевдоніма або імені, тобто Лесі Українки — на літеру Л, Марка Вовчка, Марка Черемшини — на М, Олени Пчілки — на О, Панаса Мирного — на П, Янки Купали — на Я тощо.
Курсивом позначені зниклі вулиці.
Колір фону у списку залежить від типу урбаноніма.
| Назва                      | Тип    | Колишні назви                                                        | Район          | Місцевість            | Рік затв. | Джерела              |
| -------------------------- | ------ | -------------------------------------------------------------------- | -------------- | --------------------- | --------- | -------------------- |
| Юнаківа Миколи, генерала   | вулиця | Яновска бочна, Лянґевіча, Хмельницкийґассе, Лянгевича, Артилерійська | Залізничний    | Клепарів              | 1993      | ПСВЛ, ІВЛ, ВП, Л     |
| Юнацька                    | вулиця |                                                                      | Личаківський   | Знесіння              | 1957      | ПСВЛ, ВП, Л          |
| Юрія Руфа                  | вулиця | Піярув, Павлова, Вірховштрассе, Піярів                               | Личаківський   | Погулянка, Цетнерівка | 1944      | ПСВЛ, ІВЛ, ВП, Л     |
| Ющенко Катерини, академіка | вулиця | Любомірскіх, Зеленєвскіґассе, Любомирських, Ковалевської             | Шевченківський | Підзамче              | 2022      | ВЛ, ПСВЛ, ІВЛ, ВП, Л |